# 伊知坊駅
伊知坊駅（いちぼうえき）は、かつて熊本県鹿本郡植木町（現・熊本市北区）植木町伊知坊にあった山鹿温泉鉄道の駅（廃駅）である。

## 歴史
- 1955年（昭和30年）4月1日：山鹿温泉鉄道の駅として開業。
- 1960年（昭和35年）12月1日：山鹿温泉鉄道、全線で休止。
- 1965年（昭和40年）2月4日：山鹿温泉鉄道、全線廃止に伴い当駅も廃止。

## 駅構造
1面1線のホームを持つ地上駅。無人駅であった。

## 駅周辺
- 熊本県道53号植木インター菊池線
- 熊本県道330号熊本山鹿自転車道線 - 鉄道廃線転用自転車道路
- 平島温泉（現・植木温泉） - 合志川沿いを上流方面にある。

## 現在
- 線路跡は自転車道に転用され駅跡は整備され伊知坊公民館が建っている。

## 隣の駅
山鹿温泉鉄道
山鹿温泉鉄道線
舟島駅 - 伊知坊駅 - 平島温泉駅